# Herman Leopoldus Løvenskiold (ornitolog)
 Der er flere personer med dette navn, se Herman Løvenskiold.
Herman Leopoldus Løvenskiold (født 4. februar 1897 på Rafnes, død 16. juli 1982 på Nesodden) var en norsk heraldiker, fotograf, ornitolog og statsstipendiat. 
Han var odelsarving til herregården Rafnes, som havde været i denne gren af slægten Løvenskiolds eje siden 1782, men den blev solgt af familien. Han uddannede sig i Tyskland og tog der en doktorgrad i kemi. Men hans store interesse var fugle og deres liv, så han fik kælenavnet Fugle-Herman eller også Herman fuglefangeren (til forskel fra flere andre i slægten med fornavnet Herman). I moden alder tog han en norsk doktorgrad på Avifauna Svalbardensis – fuglelivet på Svalbard (1964). Han skrev flere bøger om fugle og naturfredning og var fotograf på Carl Schøyens klassiske bog Fuglefjell (1931).
Løvenskiold havde også stor interesse for slægtshistorie (genealogi) og heraldik. I flere år arbejdede han med seglkonservering i Riksarkivet samt med kopiering af segl fra middelalderen og nyere tid. Han skrev og udgav bogen Heraldisk nøkkel, som er et alfabetisk opslagsværk til de heraldiske figurer i våbenseglene, som indgår i Riksarkivets omfattende seglsamlinger. Han var i 1969 medstifter af Norsk Heraldisk Forening og dens formand i årene 1969-1973.
Han samlede segl fra slægten Løvenskiold og var sammen med godsejer Axel Løvenskiold, Ask, forfatter til en jubilæumsbog om slægten og til et malet og trykt stamtræ for den. Han blev udnævnt til statsstipendiat i 1952.
Han var en efterkommer efter Frederik Løvenskiold og Maren Fransisca Paus, som han ejede malede originalportrætter af. Han ejede også hendes dagbog, der siden er blevet udgivet.